# Prêt structuré
Un prêt structuré (ou crédit structuré) est un prêt à long terme structuré autour d’un prêt à court-terme, de telle manière à reporter les remboursements relatifs au capital (et parfois des intérêts) sur le prêt à long terme, jusqu’à ce que le prêt à court-terme soit remboursé.
Ces prêts sont considérés comme toxiques car les taux peuvent varier considérablement, en général en faveur de la banque. En France, de nombreuses collectivités locales sont embourbées dans ce type d'emprunts toxiques. C'est le cas notamment de Saint-Étienne, de Saint-Maur-des-Fossés, Laval et de Quiberon.